# 1119년

## 연호
- 북송(北宋) 중화(重和) 2년 / 선화(宣和) 원년
- 요(遼) 천경(天慶) 9년
- 금(金) 천보(天輔) 3년
- 일본(日本) 겐에이(元永) 2년
- 서하(西夏) 원덕(元德) 원년
- 리 왕조(李朝) 호이뜨엉다이카인(會祥大慶) 10년

## 기년
- 북송(北宋) 휘종(徽宗) 19년
- 요(遼) 천조제(天祚帝) 19년
- 금(金) 태조(太祖) 5년
- 고려(高麗) 예종(睿宗) 14년
- 서하(西夏) 숭종(崇宗) 34년
- 리 왕조(李朝) 인종(仁宗) 48년

## 사건
- 양현고(養賢庫)라는 장학재단을 국학에 설립하였다.

## 탄생
- 고려의 내시, 문신이자 김부식의 아들 김돈중
- 조선 중기의 승려 덕소
- 일본의 75대 천황 스토쿠 천황
- 금 희종 완안단

## 사망
- 교황 젤라시오 2세
- 최용 (고려)
- 통의후 왕교